# Giuseppe Burgio di Villafiorita
Giuseppe Burgio di Villafiorita (Palerm, 1845 - Milà, 1902), fou un compositor italià.
Alumne del Conservatori de la capital llombarda, sent encara molt jove va fer representar, l'òpera Di chi la colpa?, a la que li seguiren Il Paria, que aconseguí un gran èxit el 1872, Yolanda (1876), Notti romane (1880), Guglielmo Radcliff (1907) i Lucifero que restà inèdita. A més, va compondre, inspirades melodies vocals, fou un excel·lent professor de cant i també s'ocupà de la critica literària musical com a crític de Il Secolo i La Gazzetta di Milano.